# Rangjung Dorje
Il terzo Karmapa Rangjung Dorje (Wylie: rang byung rdo rje; Dingri Langkor, 1284 – 1339) è stato un monaco buddhista tibetano.
Egli fu il terzo Karmapa della scuola Karma Kagyu.
Nacque un anno dopo la morte del suo predecessore, Karma Pakshi.

## Vita
Rangjung Dorje era figlio di una famiglia di praticanti appartenenti alla scuola Nyingma del Buddismo tibetano. All'età di tre anni si costruì un cappello nero e, sedendosi su un "trono" preparato dai suoi compagni, dichiarò di essere il Karmapa. A cinque anni chiese di essere portato da Orgyenpa Rinchen Pel (Tib.: o rgyan par rin chen dpal ; 1230-1312), l'allora Lama a guida della scuola Karma Kagyu, al quale questo incontro era già apparso in sogno. Quest'ultimo, dopo brevi consultazioni, lo riconobbe come il nuovo Karmapa e gli trasmise la corona nera (fisica) ed i possedimenti del suo predecessore. All'età di 7 anni ottenne i voti di noviziato monacale. Rangjung Dorje crebbe a Tshurphu e ricevette gli insegnamenti Kagyu e Nyingma, tra i quali Trophu Kunden Sherab and Nyenre Gendun Bum.
All'età di 18 anni (1301), conseguì l'ordinazione monacale completa. Ricevette in seguito insegnamenti da numerosi altri maestri. Oltre a intensi ritiri di meditazione, la sua attività comprese la fondazione di monasteri tra i quali Dechen Yangri, Nakphu e a Trak Ru.
In seguito a profonde esperienze meditative collegate al suo predecessore Karma Pakshi e a Padmasambhava, iniziò a comporre trattati di astrologia tibetana. Introdusse in seguito una versione riveduta del calendario Tshurphu (cfr. UN. Calendario tibetano) e studiò inoltre la medicina tibetana, anch'essa in parte correlata all'astrologia tibetana.
Il 3° Gyalwa Karmapa fondò molti monasteri in Tibet ed in Cina.

## Studenti e insegnanti di Rangjung Dorje
Il Karmapa Rangjung Dorje, oltre alla sua grande importanza come detentore del lignaggio della scuola Karma Kagyu, fu anche un "cercatore di tesori" (Tib.: "terma") nascosti da Guru Rinpoche e dai suoi più stretti discepoli nel IX secolo. Divenne anche allievo del maestro Nyingma Rigdzin Kumaradza Shönnu Gyelpo (Tib.: rig 'dzin ku ma ra dza gzhon nu rgyal po ; 1266–1343) e in seguito incontrò lo studioso Nyingma Longchenpa che gli diede alcuni insegnamenti dzogchen. In cambio, Rangjung Dorje gli trasmise importanti tantra delle Nuove Traduzioni. La trasmissione Dzogchen di questo periodo era conosciuta nella scuola Kagyu come "Karma-Nyingthig" (Tib.: kar ma snying thig ; essenza del cuore della scuola Karma). A causa dell'attenzione rivolta alla trasmissione della Mahāmudrā (Grande Sigillo) tipica del lignaggio Karma Kagyu, la trasmissione degli insegnamenti Dzogchen non ha una grossa enfasi in questa scuola, al contrarino delle scuole Nyingma.

## Attività politica
Il Karmapa Rangjung Dorje si recò alla corte mongola, che regnava sulla Cina, nel novembre 1332 per la consacrazione del nuovo imperatore Toghon Temür. Nell'estate del 1337 ricevette presso la stessa corte mongola il titolo di "Abhiseka" (insegnante di stato) e un sigillo di giada. Allo stesso tempo eseguì rituali della pioggia per far fronte alla grave siccità, ai quali seguirono piogge copiose, e profetizzò un terremoto, che effettivamente accadde il mese successivo (settembre 1337).
Rangjung Dorje morì in Cina all'età di 55 anni. Si narra che, la notte della sua morte, il suo volto fu visibile chiaramente impresso sulla Luna.

## Lignaggio
Tra i suoi discepoli ci fu Khedrub Dragpa Senge, il 1° degli Shamarpa, al quale Rangjung Dorje donò una corona rossa, replica della propria corona nera, a testimoniare la stretta relazione tra di loro. Altri dei suoi discepoli principali furono Yagde Penchen ( g.yag sde pan chen ; 1299–1378; Sakya ) e Yungtön Dorje Pelba ( g.yung ston rdo rje dpal ba ; 1284–1365). Yungtön Dorje Pelba divenne in seguito il detentore del lignaggio Karma Kagyu.